# شهرستان بلیدن (کارولینای شمالی)
شهرستان بلادن، کارولینای شمالی (به انگلیسی: Bladen County, North Carolina) یک سکونتگاه مسکونی در ایالات متحده آمریکا است که در کارولینای شمالی واقع شده‌است.

## خصوصیات
شهرستان بلادن ۲٬۲۹۷٫۳۳ کیلومترمربع مساحت دارد.